# Uroplatus henkeli
Uroplatus henkeli is een hagedis die behoort tot de gekko's. Het is een van de soorten bladstaartgekko's uit het geslacht Uroplatus.

## Naam en indeling
De wetenschappelijke naam van de soort werd voor het eerst voorgesteld door Wolfgang Böhme en Pierre Leonhard Ibisch in 1990. De soortaanduiding henkeli is een eerbetoon aan de Duitse gekko-expert Friedrich-Wilhelm Henkel (1949).

## Uiterlijke kenmerken
Uroplatus henkeli bereikt een lichaamslengte van 12 tot 16 centimeter exclusief de staart en een staartlengte van 7,2 tot 10 cm. De soort wordt daarmee groter dan veel andere Uroplatus- soorten. Deze staart is sterk afgeplat en enigszins ovaal van vorm. Kenmerkend zijn de dunne, lange poten en zeer grote en ronde lamellae onder de tenen, en een rij kleine, grillige huidflapjes onder de kaakrand. De kleur is rood- tot geelbruin maar er is veel variatie en ook grijze en groene exemplaren komen voor. Ook de tekening verschilt sterk maar bestaat meestal uit rijen vlekjes op de rug en kop of een lichte bandering. De buik is meestal witgeel.

## Levenswijze
Uroplatus henkeli Het is een nachtdier dat overdag verscholen zit in bomen of struiken. Pas tijdens de schemering wordt de gekko actief om te gaan jagen. Op het menu staan voornamelijk kleine insecten.

## Verspreiding en habitat

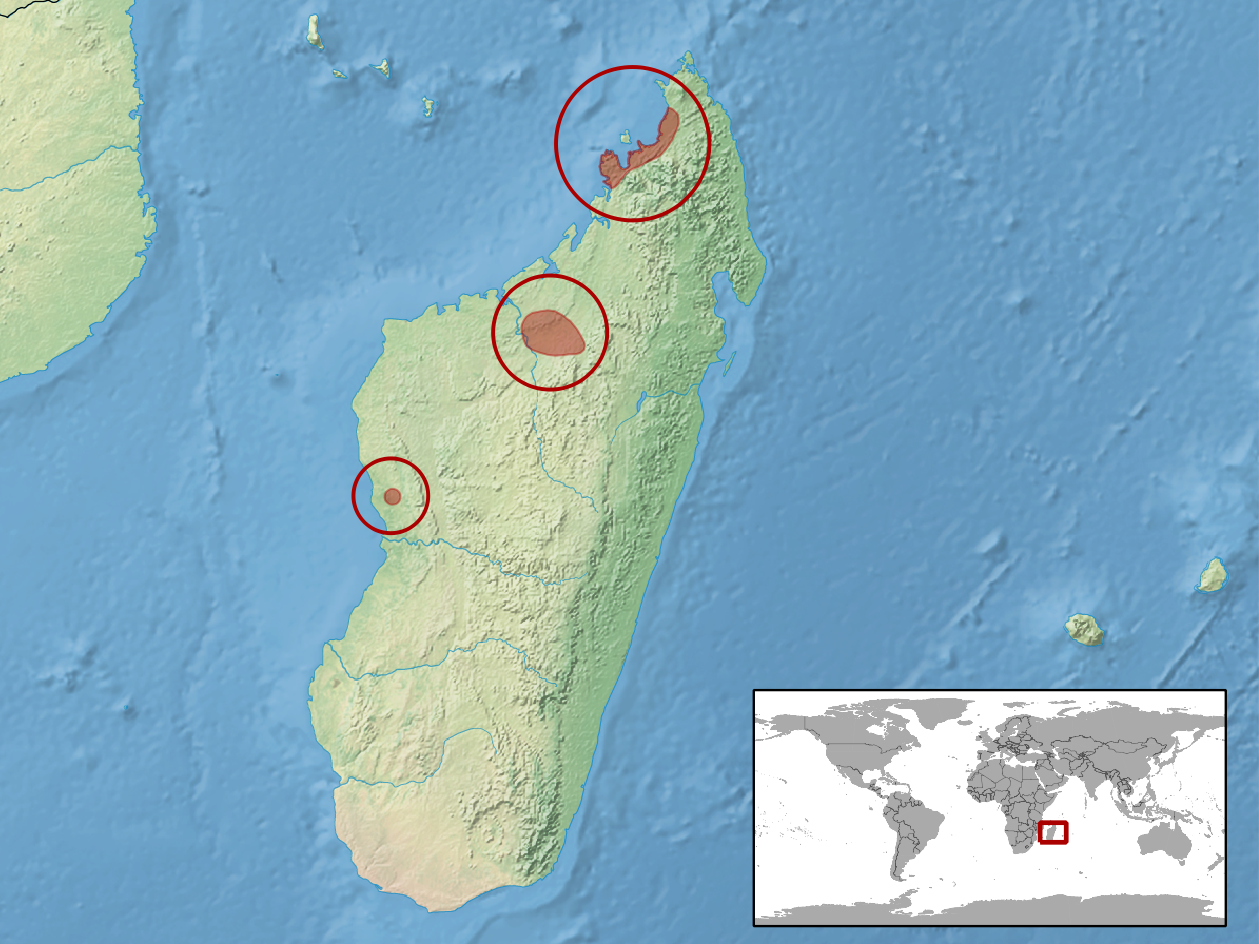
Verspreidingsgebied in het rood.

De soort komt voor in een  deel van Afrika. Meer specifiek leven deze dieren endemisch in het noordelijk deel van Madagaskar, inclusief de kleinere eilanden Nosy Komba en Nosy Be. De habitat bestaat uit droge tropische en subtropische bossen en vochtige tropische en subtropische laaglandbossen.

## Beschermingsstatus
Door de internationale natuurbeschermingsorganisatie IUCN is de beschermingsstatus 'kwetsbaar' toegewezen (Vulnerable of VU).